# Tanja Eisenschmid
Tanja Eisenschmid (Marktoberdorf, 20 aprile 1993) è una hockeista su ghiaccio tedesca, di ruolo difensore.
Ha vinto la National Women’s Hockey League con la maglia dei Minnesota Whitecaps. Con la maglia della nazionale tedesca ha disputato sette edizioni dei mondiali, oltre ad aver preso parte ai giochi olimpici invernali di Soči 2014.
La Eisenschmid proviene da una famiglia di hockeisti: sia la sorella Nicola che il fratello Markus sono giocatori di alto livello che hanno vestito la maglia della nazionale.